# Schweizerische Konferenz der kantonalen Gesundheitsdirektorinnen und -direktoren
Die Schweizerische Konferenz der kantonalen Gesundheitsdirektorinnen und -direktoren (kurz: GDK) ist ein seit 1919 jährlich stattfindendes Treffen der 26 Gesundheitsdirektoren aller Schweizer Kantone und jeweils sechs ausgewählten Gastteilnehmern.
Das Ziel der GDK ist es, die Zusammenarbeit und den Austausch zwischen den einzelnen Kantonen und dem Bund zu gewährleisten und so das allgemein föderalistisch strukturierte Gesundheitssystem der Schweiz auf einer eidgenössischen Ebene zusammenzuführen und zu organisieren.

## Tätigkeitsfelder
Die Tätigkeitsfelder der Konferenzen umfassen aktuelle Themen der Gesundheitspolitik, wie beispielsweise die fortlaufende Anpassung des Krankenversicherungsgesetzes (KVG), Spitzenmedizin, Drogenpolitik, oder die Ausbildung und Anerkennung der nichtärztlichen Berufe.